# Mississippi Fred McDowell
Fred McDowell (Rossville, Tennessee, 1904. január 12. – Memphis, Tennessee, 1972. július 13.) amerikai country blues, delta blues énekes, gitáros, zeneszerző volt.

## Élete
McDowell a Tennessee állambeli Rossville-ben született, Memphis közelében. Szülei farmerek voltak, akik még Fred fiatal korában meghaltak. 14 évesen kezdett el gitározni Rossville környéki táncokban vett részt. A szántási munkálatokról váltani szeretett volna, ezért 1926-ban Memphisbe költözött, ahol a Buck-Eye takarmánygyárban kezdett dolgozni, itt gyapotot dolgoztak össze olajjal és más termékekkel. Ezen kívül számtalan egyéb munkája volt és egy kis kiegészítő keresetért is játszott. 1928-ban délre költözött Mississippibe gyapotot szedni.
Később Comóban települt le farmerként 1940 körül, 40 mérföldnyire Memphis-től, a zenélést táncokon és piknikeken folytatta. Kezdetben a slide gitározást egy zsebkéssel kezdte, ezzel fogta le a húrokat, később marhabordára váltott, de végül rájött, hogy az üveg adja a legtisztább hangot, ezért gyűrűsujjára üvegnyakat, bottlenecket húzva játszott.
Mialatt Delta blues énekesekkel járt össze (vagyis lumpolt). Az első blues zenészek az É-Mississippi vidékén jelentek meg. A delta blues szerkezetében közel áll az afrikai gyökerekhez (gyakran kerüli az akkord váltásokat a hipnotikus búgó hang elérése érdekében, egyszerű akkord összetételek) a north hill country blues stílust sokak zenéjében hallhatjuk, mint: Junior Kimbrough és R.L. Burnside, mialatt az eredeti lendületet szolgálja a Fat Possum kiadó által.
Az 50-es években megnőtt az érdeklődés a blues és a folk zene számára, McDowell is nagyobb figyelmet kapott, a kezdet az volt, amikor felfedezte 1959-ben és felvételt készített vele Allan Lomax és Shirley Collins. McDowell felvételei népszerűek voltak, fesztiválokon, klubokban lépett fel. Fellépésein továbbra is North Mississippi blues stílusban játszott de néha használt elektromos gitárt is. Amikor híres lett kijelentette "Én nem játszok rock and roll-t". McDowell nem idegenkedett attól, hogy társuljon fiatalabb rock zenészekkel: ő tanította Bonnie Raitt-t slide technikára. És hízelgett neki a "You gotta move" című számának a Rolling Stones által készített, meglehetősen előre mutató autentikus feldolgozása az 1971-es Sticky Fingers című albumukon.
1969-es albuma, az "I Do Not Play No Rock 'N' Roll" volt az első amin elektromos gitárt használt. Egy interjút is tartalmaz a lemez amiben a blues eredetét tárgyalja és a szerelem természetét (az interjú a címadó dalba volt keverve Dangerman által 1999-ben). Utolsó lemeze, Live in New York (Oblivion Records) egy 
New York, Greenwich Village-i koncertfelvétel 1971-ből ami a Village Gaslight-ban készült (ismert még The Gaslight Cafe néven is).
1972-ben halt meg rákban, 68 évesen. A Hammond Hill Baptista temetőben temették el, Como és Mississippi, Senatobia között. 1993. augusztus 6-án egy emlékművet állíttatott sírjára az Mt. Zion Memorial Fund alapítvány. A ceremóniát Dick Waterman vezette le, és az emlékművet McDowell portréjával Bonnie Rait fizette. Az emlék követ azonban újra kellett állítani McDowell nevének elgépelése miatt. Az eredetit pedig McDowell családja a Delta Blues Museum részére adományozta ami Clarksdale-ben található.

## Bibliográfia
- William Ferris; – Give My Poor Heart Ease: Voices of the Mississippi Blues – The University of North Carolina Press; (2009) ISBN 0807833258 ISBN 978-0807833254 (with CD and DVD)
- William Ferris; Glenn Hinson The New Encyclopedia of Southern Culture: Volume 14: Folklife The University of North Carolina Press (2009) ISBN 0807833460 ISBN 978-0807833469
- William Ferris; Blues From The Delta Da Capo Press; Revised edition (1988) ISBN 0306803275 ISBN 978-0306803277
- Ted Gioia; Delta Blues: The Life and Times of the Mississippi Masters Who Revolutionized American Music – W. W. Norton & Company (2009) ISBN 0393337502 ISBN 978-0393337501
- Sheldon Harris; Blues Who's Who Da Capo Press 1979
- Alan Lomax – The Land Where The Blues Began. New York: Pantheon, 1993.
- Robert Nicholson; Mississippi Blues Today ! Da Capo Press (1999) ISBN 0306808838 ISBN 978-0306808838
- Robert Palmer (writer); Deep Blues: A Musical and Cultural History of the Mississippi Delta – Penguin Reprint edition (1982) ISBN 0140062238; ISBN 978-0140062236
- Charles Reagan Wilson – William Ferris – Ann J. Adadie; Encyclopedia of Southern Culture (1656 pagine) The University of North Carolina Press; 2nd Edition (1989) – ISBN 0807818232 – ISBN 978-0807818237